# Chronologie linnéenne
Cette chronologie linnéenne a pour but de présenter schématiquement l'activité des sociétés linnéennes en rapport avec la vie et l'œuvre de Carl von Linné (1707-1778).

## Durant la vie de Linné
- 1762 — Antoine Gouan (1733-1821) fait paraître le premier ouvrage français qui suit le système linnéen : Hortus regius Monspeliensis.
- 1765 — Antoine Gouan (1733-1821) fait paraître la première flore régionale française suivant le système linnéen : Flora Monspeliaca.

## Après la mort de Linné

### Fin duXVIIIesiècle
- 1788 — Création de la Société linnéenne de Londres et de la Société linnéenne de Paris.
- 1789 — Création de la Societas Linnaeana.
- 1798 — Nicolas Marie Thérèse Jolyclerc (1746-1817) traduit pour la première fois en français le Système sexuel des végétaux et la Cryptogamie complète de Linné.
Adaptation en français de Classes plantarum par Marie Jacques Philippe Mouton-Fontenille de La Clotte (1769-1837).

### Première moitié duXIXesiècle
- 1805 — Première traduction en français du Système des plantes de Linné par Marie Jacques Philippe Mouton-Fontenille de La Clotte (1769-1837).
- 1807 — La Societas pro Historia Naturali, créée en 1800, devient la Linnéska Institutet.
- 1817 — Création de la Linnaean Society of New England.
- 1818 — Création de la Société linnéenne de Bordeaux.
- 1822 — Création de la Société linnéenne de Lyon.
- 1823 — Création de la Société linnéenne du Calvados qui devient en 1826 la Société linnéenne de Normandie.
- 1826 — Début de la parution de Linnaea, Ein Journal für die Botanik.
- 1832 — Création de Linnéska Samfundet.
- 1838 — Création de la Société linnéenne du Nord de la France.
- 1844 — Création de la Linnaea Association, au sein du Pennsylvania College.
- 1845 — Un sulfure de cobalt est nommé par Wilhelm Karl Ritter von Haidinger (1795-1871) Linnaéite en l'honneur de Linné.
- 1846 — Création de la Linnaea Entomological au sein de la Stettin Entomologischer Verein.
- 1847 — Création de la Société royale linnéenne.

### Deuxième moitié duXIXesiècle
- 1852 — Création de la Société du département de Maine-et-Loire.
- 1861 — Création de Linnéa. Tidning för barn.
- 1874 — Création de la Société linnéenne de la Charente inférieure et de la Société linnéenne de Nouvelle-Galles du Sud.
- 1875 — Création de Linnaea, Svenskt poetiskt album.
- 1878 — Création de la Société linnéenne de New York.
- 1884 — Création du Linnaean Bulletin.
- 1885 — Linnéa, Minnesblad.

### XXesiècle
- 1909 — Création de la Société linnéenne de Provence,
- 1917 — Création de la Société linnéenne suédoise,
- 1929 — Création de la Société linnéenne du Québec.